# Ruiz López Dávalos
Ruiz López Dávalos oder Ruy López Dávalos (* 1357 in Úbeda; † 1428 in Valencia) war Graf von Ribadeo, Adelantado von Murcia (1396) und Konstabler von Kastilien (1400–1423) während der Herrschaft der kastilischen Könige Heinrich III. (reg. 1390–1406) und Johann II. (reg. 1406–1454). Außerdem stand er auf der Seite Ferdinands von Antequera, dem späteren König Ferdinand I. von Aragón.

## Herkunft
Ruiz López Dávalos entstammte einer baskischen Familie aus dem Ort Ábalos, zu dessen Grundherr (señor) er im Jahr 1397 ernannt wurde; seine Eltern waren Diego López Dávalos und Catalina de Mendoza. Bereits seine Großeltern waren im Zuge der Reconquista nach Andalusien ausgewandert, wo sie sich schließlich in Úbeda niederließen. Als junger Mann beteiligte er sich an Kämpfen gegen das Nasridenreich von Granada, wurde aber gefangen genommen und schließlich gegen die Zahlung eines Lösegelds freigelassen. Seine steile Karriere am kastilischen Hof begann nach einem siegreichen Zweikampf gegen einen englischen Offizier bei der Belagerung von Benavente. Er wurde von Johann I. von Kastilien (reg. 1383–1390) und seinen Nachfolgern für seine wiederholt siegreichen Kämpfe gegen die Portugiesen unter João I. von Avis mit Ehrungen überhäuft und erhielt bzw. erwarb zahlreiche Besitzungen (darunter die Städte Arenas de San Pedro, Mombeltrán, La Torre de Esteban Hambrán, Jódar, Castillo de Bayuela und Arcos de la Frontera). Im Zuge seiner Parteinahme für den noch jungen Infanten Heinrich II. von Trastámara fiel er jedoch in Ungnade und verlor in den Jahren 1422/23 alle Titel und Ämter. Neuer Konstabler wurde Don Álvaro de Luna, der im Jahr 1423 eine Anklage wegen Hochverrats gegen Ruiz López Dávalos anzettelte und einige seiner Titel und Güter an sich riss.
Während dieser Zeit hatte sich Ruiz López Dávalos nach Valencia zurückgezogen; er betrat niemals wieder kastilischen Boden und starb am 6. Januar 1428.

## Bauten
In den Jahren 1400–1423 ließ Ruiz López Dávalos die Burg (castillo) von Arenas de San Pedro erbauen. Außerdem erbaute er für sich und seine Familie in den Jahren 1395–1423 einen Stadtpalast in Úbeda, der jedoch nach seinem Sturz abgerissen wurde und einem neuen Palast Platz machen musste.

## Nachkommen
Aus drei Ehen hatte er insgesamt mindestens 10 Kinder. Das Adelsgeschlecht der Avalos orientierte sich im 15. Jahrhundert nach Italien, wo es zu Ruhm und Ansehen kam.